# Bracelet de prisonnier de guerre

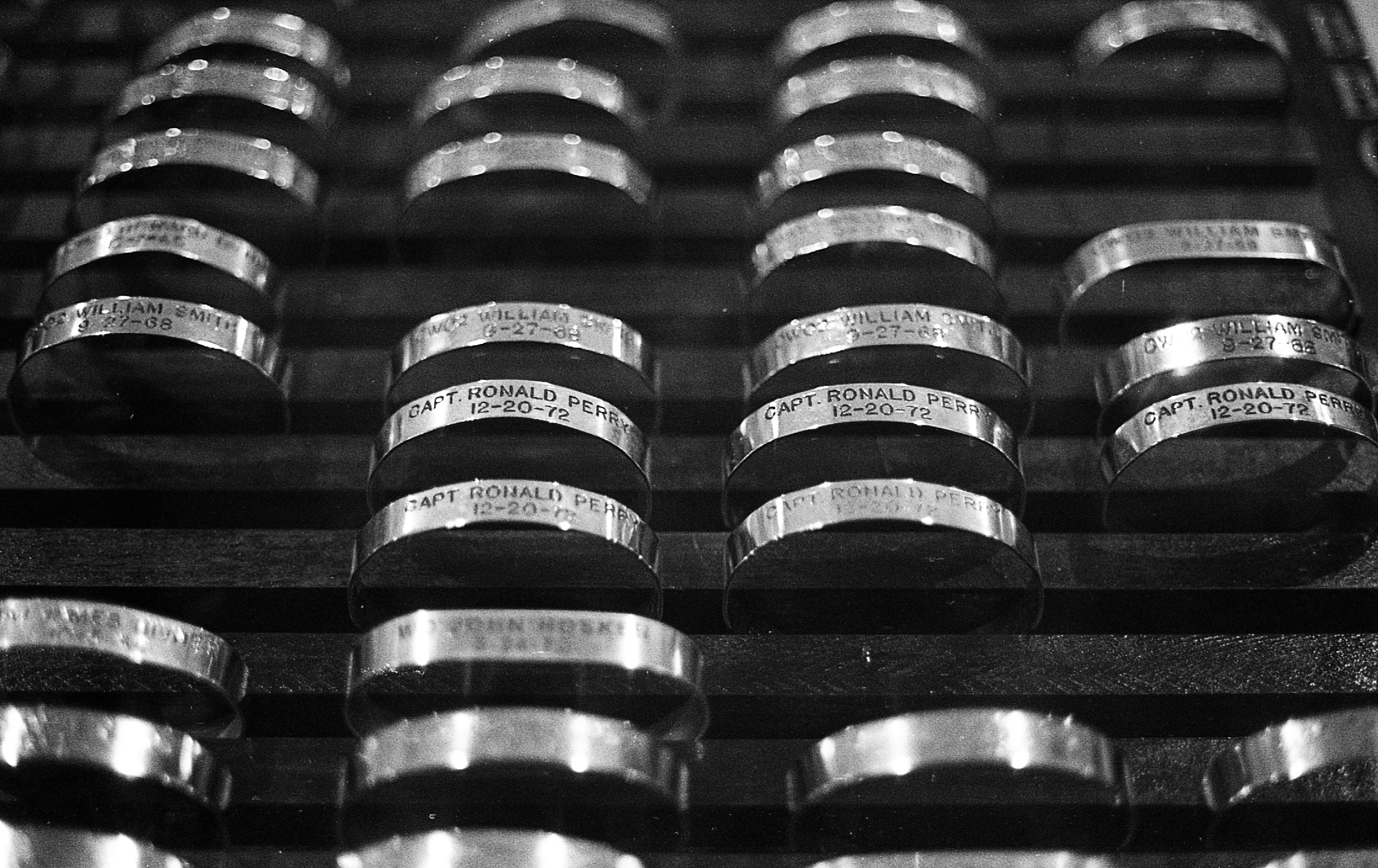
Bracelets de prisonnier de guerre lors d'une exposition.

Un bracelet de prisonnier de guerre (en anglais : POW bracelet, parfois POW-MIA bracelet) est un bracelet commémoratif en nickel ou en cuivre gravé avec le rang, le nom et la date de capture (POW) ou de disparition (MIA) d'un militaire américain pendant la guerre du Viêt Nam.

## Histoire
Les bracelets ont été créés pour la première fois en mai 1970 par un groupe étudiant en Californie appelé Voices in Vital America (VIVA), dans le but que les prisonniers américains de cette guerre ne soient pas oubliés. Ceux qui les portaient se promettaient de les conserver jusqu'à ce que le soldat nommé sur le bracelet, ou leurs restes, soit retourné aux États-Unis.
Vendus pour 2,5 $ ou 3 $, entre 1970 et 1976, près de 5 millions de bracelets sont distribués.